# Чаплин, Кира
Кира Чаплин (англ. Kiera Chaplin; род. 1 июля 1982, Белфаст) — фотомодель, предпринимательница и актриса
 из Северной Ирландии. Она — внучка Чарли Чаплина и правнучка американского драматурга Юджина О’Нила.

## Биография
Чаплин родилась в Белфасте, она старшая дочь Юджина Чаплина и его жены Бернадетт. Она выросла в том же городе, что и её отец, в Корсье-сюр-Веве, Швейцария, и жила там до развода её родителей в середине 1990-х годов. 
В 2018 году Кира Чаплин учредила премию Чаплина в Азии. Эта награда вручается актёру или режиссёру, чьи работы воплощают в своём ремесле качества Чарли Чаплина: реализм, разнообразие и смелость. Лауреатами премии стали Тони Люн Чу Вай и Чжан Имоу. В 2018 году Кира Чаплин вместе с Джазмин Гримальди были одними из первых участников, принявших участие в ралли Aicha des Gazelles в Марокко на электромобиле, чтобы способствовать устойчивому развитию и доказать, что это путь будущего. 
Кира Чаплин также использует свою популярность, чтобы неоднократно выступать за права женщин и детей. С марта 2019 года она является президентом Фонда Fleur du Désert в Париже, основанного правозащитницей, моделью и автором бестселлеров Варис Дирие. 10 января 2020 года Чаплин открыла первую школу цветов пустыни Киры Чаплин для 400 детей в Сьерра-Леоне (Западная Африка).

## Карьера
В 16 лет Кира Чаплин переехала в Париж, где подписала контракт с модельным агентством NEXT Model Management. В 17 лет она переехала в Нью-Йорк, два года спустя в Лос-Анджелес и затем вернулась в Нью-Йорк в 2006 году. 
Кира впервые привлекла внимание в своей модельной карьере в Нью-Йорке, ещё будучи подростком, она появилась на страницах журналов высокой моды, таких как Vogue, Vanity Fair и InStyle. Она украсила обложки журналов Town and Country, Elle, Harper’s Bazaar и участвовала в различных рекламных кампаниях, таких как United Colors of Benetton, Tommy Hilfiger, Asprey, Hogan by Karl Lagerfeld, Armani Exchange. Подростковые годы она провела, работая моделью и фотографируясь у самых престижных на тот момент имён в модной фотографии, таких как Марио Тестино, Брюс Вебер, Херб Ритц или Терри Ричардсон. В 2002 году Кира также появилась в календаре Pirelli, снятая фотографом Петером Линдбергом.
Кира Чаплин была удостоена награды «Икона образа жизни» на Венской премии в области моды и образа жизни в 2010 году. Но Кира также стала дизайнером, когда в 2013 году разработала собственные кроссовки в сотрудничестве с итальянским брендом Hogan. 
Чаплин владела 30% акций голливудской кинокомпании Limelight Productions, названной в честь последнего американского фильма её деда, и играла второстепенные роли в таких фильмах, как «Как важно быть серьёзным» (2002), болливудские «Ятна» (2005) и Чаураэн (2012), биографический фильм «Сестра Эйми: История Эйми Семпл Макферсон» (2006), фильм Питера Фонда «Япония» (2008) и итальянская комедийная драма «Интерно Джорно» Томмазо Росселлини (2011). Она также была судьёй конкурса Project Runway All Stars 2019.
Журнал FHM в США назвал Киру 17-й «самой завидной женщиной в мире», а журнал GQ назвал её седьмой самой сексуальной женщиной в мире. 
Летом 2020 года Кира выпустила свой первый сингл «Not Easy But Crazy» после дуэта с итальянским певцом Симоне Томассини для его хита «Charlot».

## Награды
- 2010 Vienna Fashion Award[англ.], категория «Икона стиля»